# 里奥南萨
里奥南萨，是西班牙坎塔布里亚的一个市镇。总面积118平方公里，总人口1344人（2001年），人口密度11人/平方公里。